# المرصد الأوروبي الجنوبي
المرصد الأوروبي الجنوبي (بالإنجليزية: European Southern Observatory ESO) ويسمى أحيانا المنظمة الأوروبية للأبحاث الفلكية في نصف الكرة السماوية الجنوبية، هيئة شكلتها 14 دولة من الدول الأوروبية عام 1962 بغرض البحث الفلكي. وأخذت تلك الهيئة على عاتقها بناء أحدث أنواع المراصد وفتح المجال أمام الباحثين الأوروبيين لاكتشاف غوامض السماء في نصف الكرة الجنوبي. يوجد المرصد الأوروبي الجنوبي في تشيلي.
يشتهر المرصد ببناء وتشغيل عدد من أكبر تلسكوبات العالم وأكثرها تقدما مثل تلسكوب التقنية الجديدة NTT ، وهو المقراب الذي تصدّر تقنية البصريات النشيطة، والتلسكوب العظيم VLT، والذي يتكون من 4 مقرابات كل واحد منها يعمل بمرآة باتساع 8 متر و4 تلسكوبات مساعدة، كل منها يعمل بمرآة باتساع 8و1 متر.
وقد أدت تلك المنشآت إلى اكتشافات عظيمة في علم الفلك، كما أصدرت عدة كتالوجات فلكية. ومن تلك الاكتشافات الحديثة اكتشاف أبعد انفجار لأشعة غاما وإثبات وجود ثقب أسود في مركز مجرتنا، درب التبانة. وفي عام 2004 أتاح التلسكوب العظيم VLT للفلكيين فرصة تسجيل أول صورة لكوكب خارج المجموعة الشمسية 2م1207ب، وهو يدور في فلك حول أحد الأقزام البنية يبعد عن الأرض بنحو 173 سنة ضوئية.
كما توصل المطياف HARPS إلى اكتشاف عدة كواكب خارج المجموعة الشمسية، من ضمنها كوكب تبلغ كتلته 5 أضعاف كتلة الأرض وهو يدور حول القزم الأحمر Gliese 581c. كما ساعد التلسكوب العظيم VLT في العثور على أبعد مجرة رأيناها حتى الآن، وقد سميت Abell 1835 IR1916.

## المنشآت
توجد المراصد في شيلي بصحراء الأتاكاما المفضلة للمشاهدة الفلكية لنصف الكرة السماوي الجنوبي. وأنشيء المرصد في منطقة شديدة الجفاف على جبل باراناي الذي يعلو عن سطح البحر 2635 متر ويتمتع بسماء صافية طول العام، بعيدا عن العمران وأضوائه.
- مرصد لاسيلا وينتمي إليه تلسكوب التقنية الجديدة
- التلسكوب العظيم VLT
- مرصد لانو دي شاجنانتور الذي يحوي تجربة أتاكاما باثفيندار وتلسكوب تحت المليمتر ، وكذلك مصفوف أتاكاما التحت مليمتري ALMA، والتي هي الآن في مرحلة التشييد بالاشتراك مع عدد من المراصد الأخرى العالمية موجودة في اليابان والولايات المتحدة الأمريكية وكندا وتايوان وشيلي.

وقد قام المرصد بنشر عدد 650 بحثا علميا خلال عام 2009 وحدها في علم الفلك. كما تذكر نتائج أبحاث المرصد بنسبة الضعف في البحوث العلمية بالنسبة للمراجع العلمية الأخرى.
ويجمع منشآت المرصد الأوروبي الجنوبي بيانات علمية بالغة من اكتشافاته وهي تسجل وتخزن بمعدل عال جدا. ويحتوي أرشيفه على نحو 5و1 مليون من الصور الفلكية والأطياف
مخزنة في نحو 65 تيرابايت (65,000,000,000,000 بايت).
كما يتعامل المرصد مع تلسكوب هابل الفضائي وينتسب إليه المركز الأوروبي لتنسيق عمل التلسكوب في تعاون مشترك مع ناسا. ويجري تلسكوب الفضاء هابل قياساته في نطاق الضوء المرئي ,و الأشعة فوق البنفسجية والأشعة تحت الحمراء.

## مشروعات المستقبل
وفي مجال التخطيط يعد المرصد الأوروبي لمشروع التلسكوب الأوروبي الفائق  وهو يتكون من مقراب بمراة 42 متر تعتمد على تصميم حديث لخمسة مرايا تقوم مقام تلسكوب عظيم خارج المعتاد. وإذا بني هذا الخارج عن المعتاد ويسمى E-ELT ، فسوف يكون أكبر مرصد ضوئي في العالم يعمل في نطاق الأشعة تحت الحمراء القريبة. وقد بدأت ESO عام 2006 تصميم المرصد على أمل أن يبدأ بناؤه عام 2010 ليكون جاهزا للعمل عام 2017.

## بعض صور المنشآت

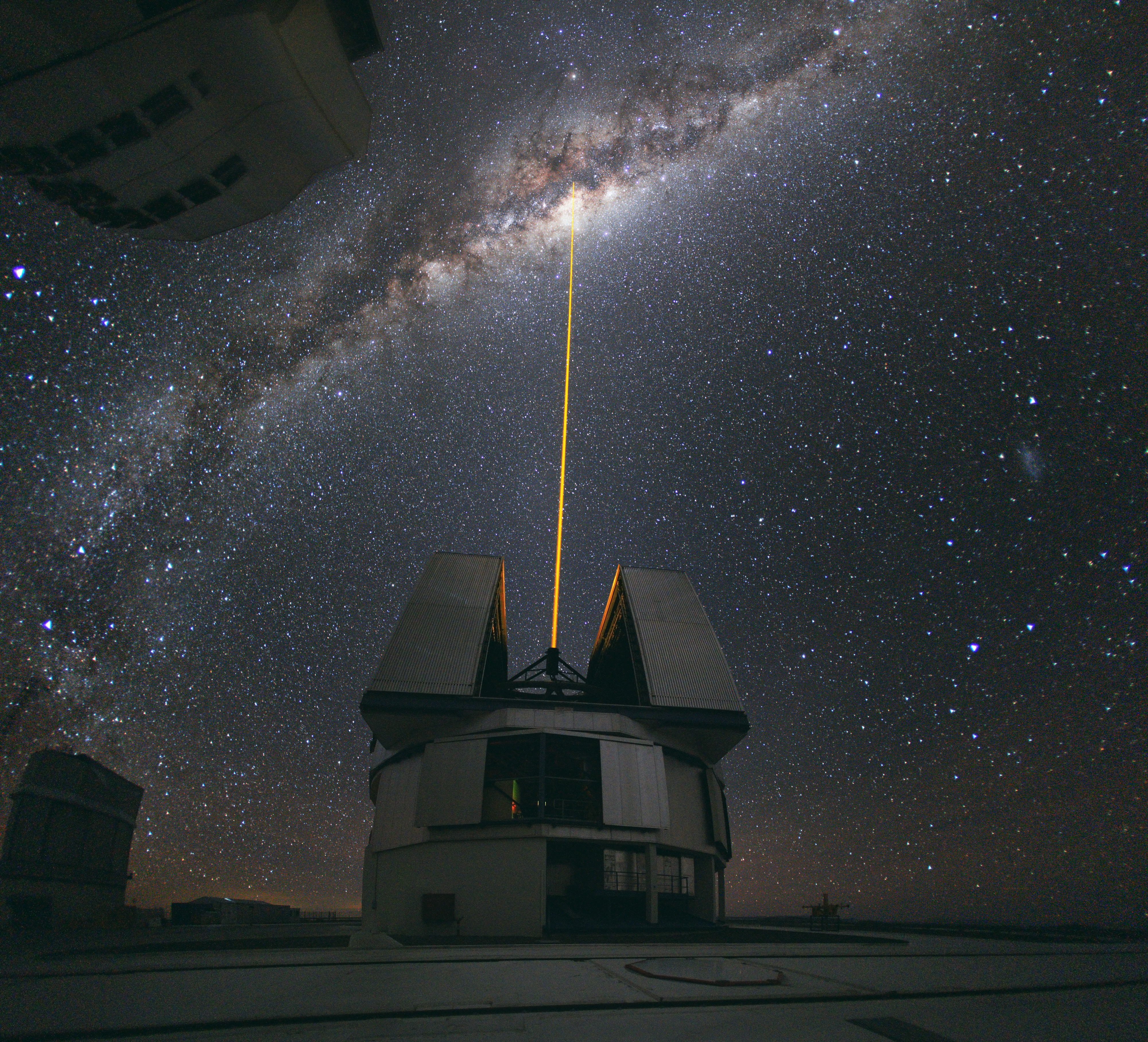
مركز توجيه الليزر
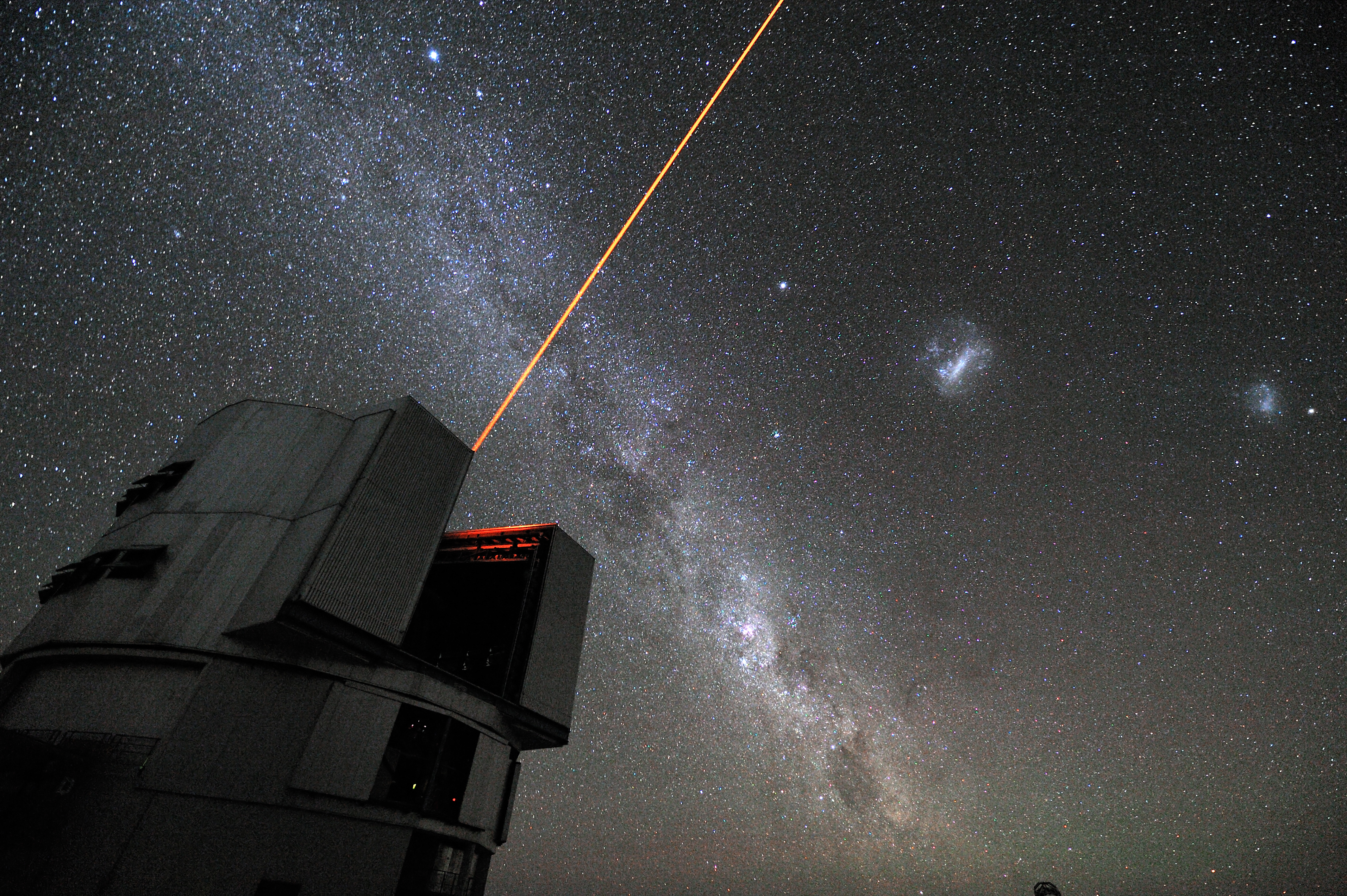
نجم الضبط الليزري ل VLT
لقطة 360 درجة لنصف السماء الجنوبي
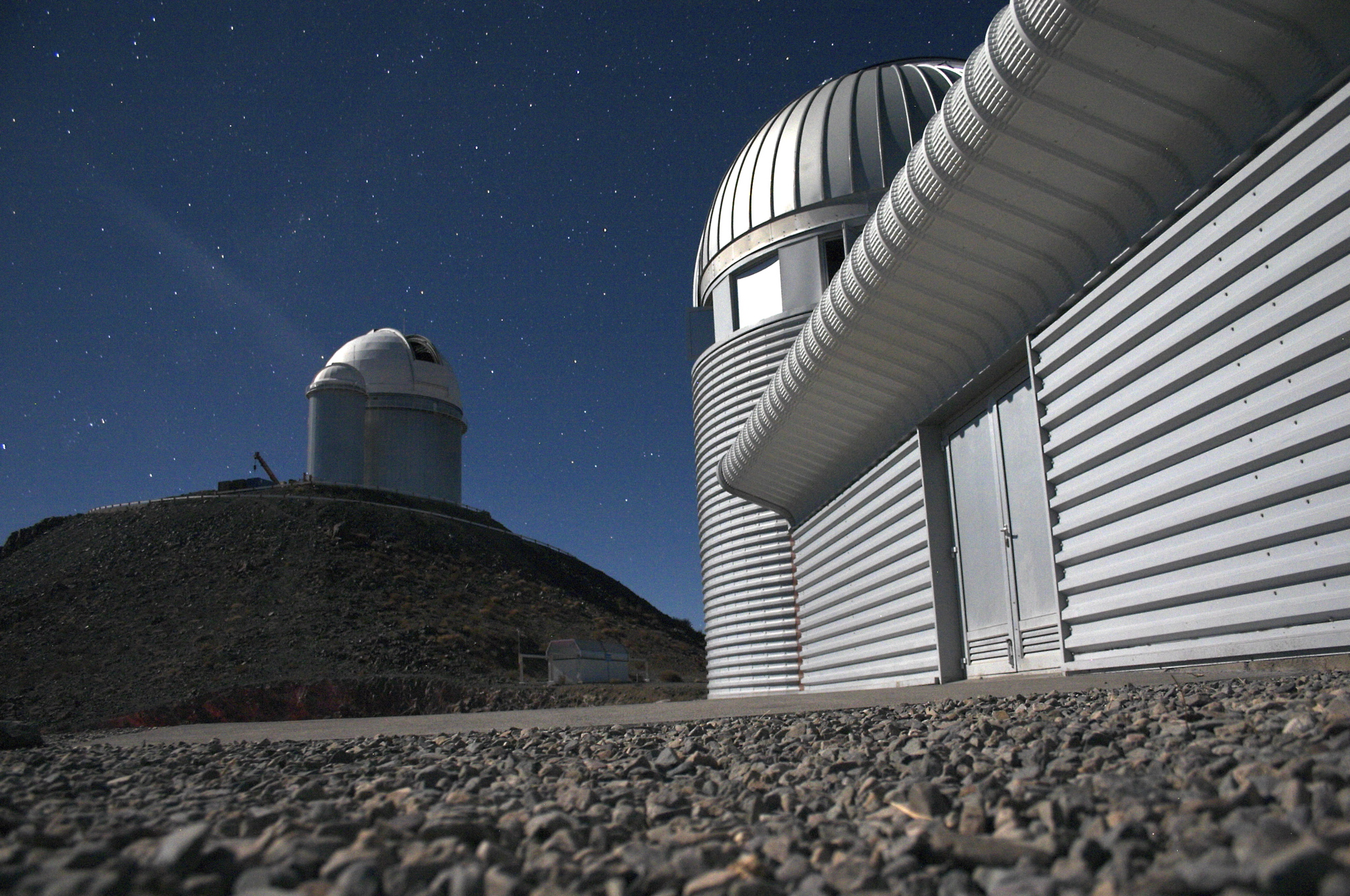
لا سيلا في الليل
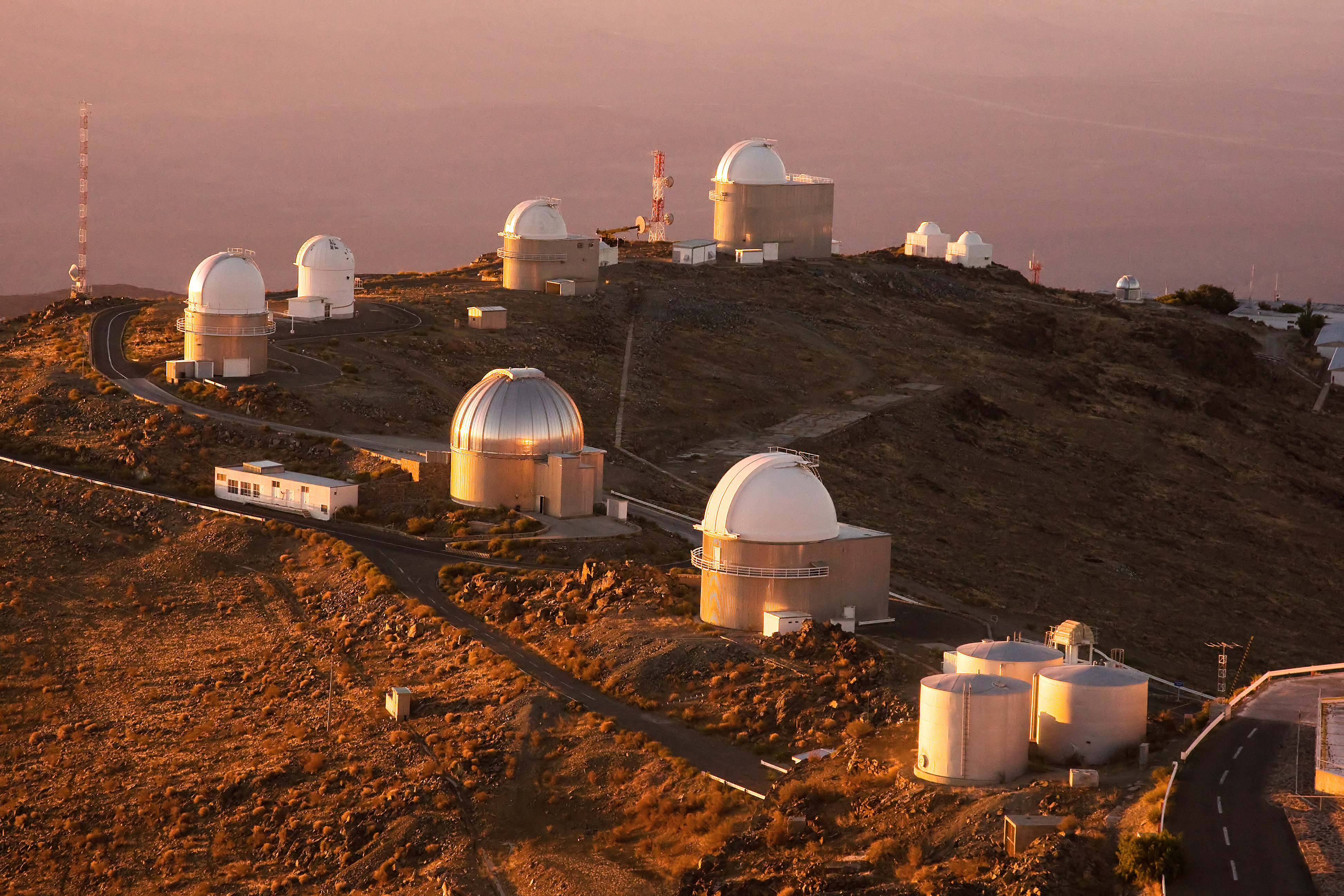
حلقة تلسكوبات مرصد لا سيلا
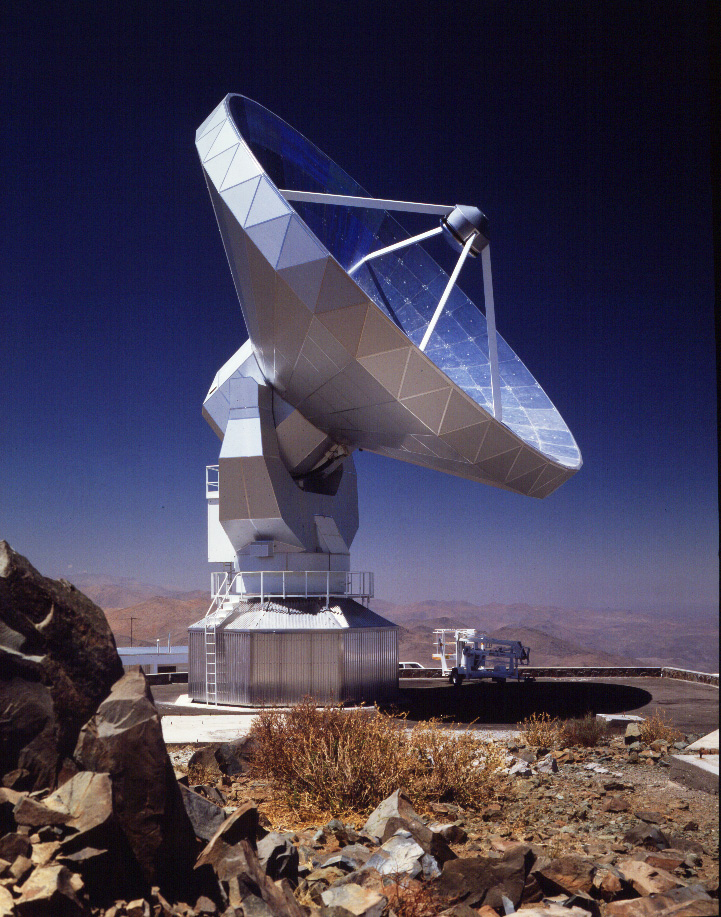
التلسكوب السويدي التحت مليمتري في لا سيلا ،شيلي
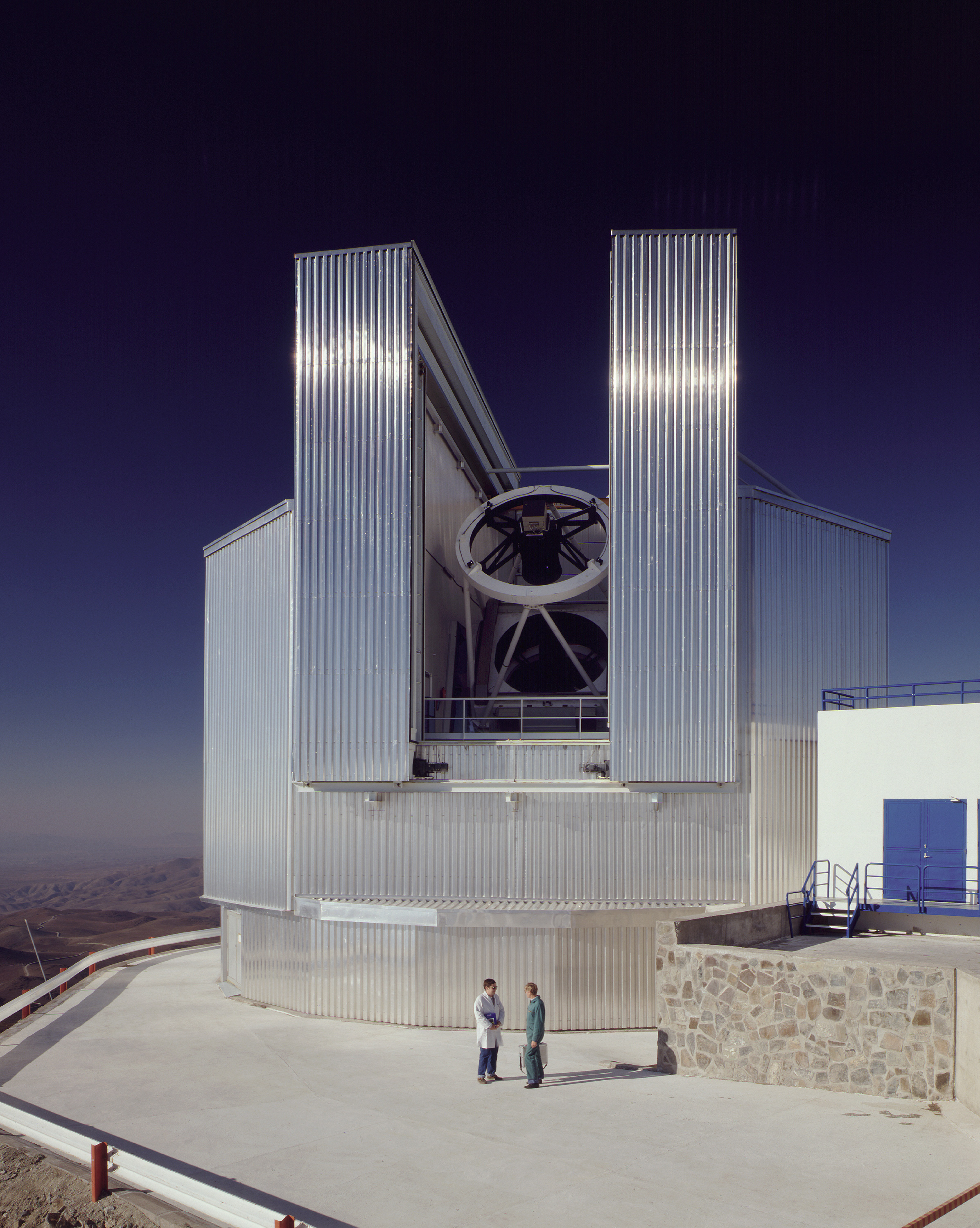
مبنى تلسكوب التقنية الجديدة
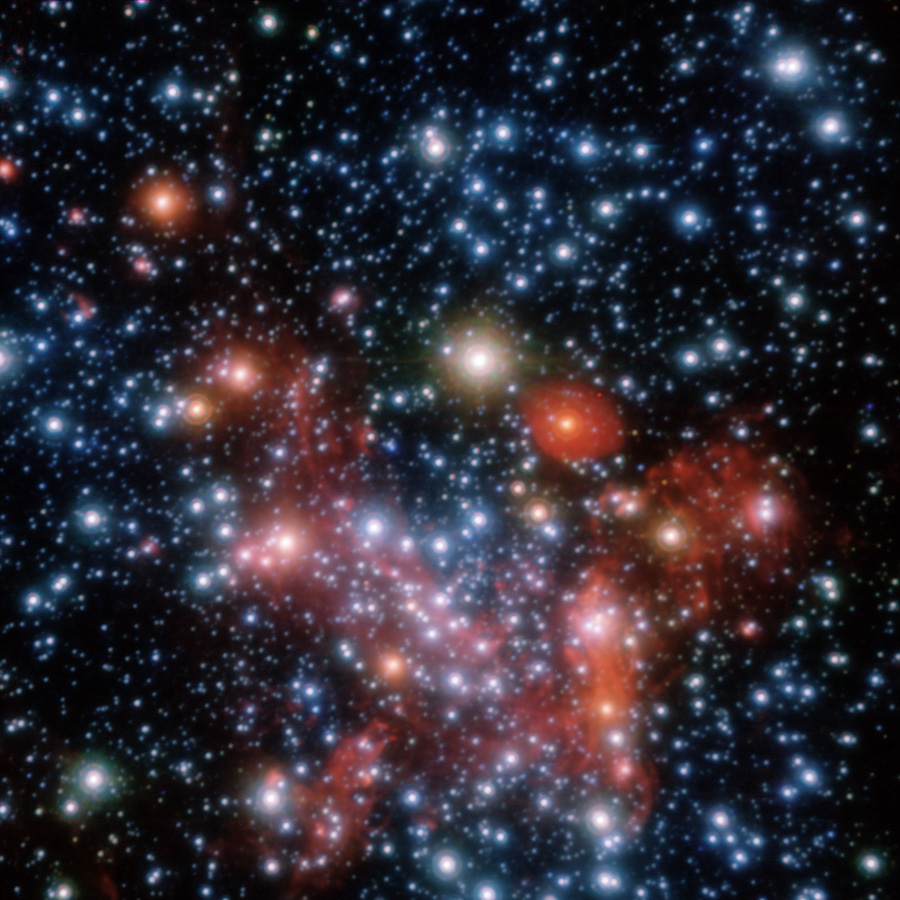
مركز المجرة

## اقرأ أيضا
- مرصد لاسيلا
- راينهارد جنزيل
- مرصد هايدلبرج
- التلسكوب العظيم
- تجربة مستكشف أتاكاما
- تلسكوب العدسات
- بصريات نشيطة
- بصريات مكيفة
- مقراب جيمس ويب الفضائي
- مرصد ديناميكا الشمس
- مرصد كيك
- مرصد مولارد الراديوي
- مقراب سبيتزر الفضائي
- مرصد سوبارو
- مرصد جيميني
- مرصد مونا كيا
- استشعار عن بعد
- مسبار فضائي
- تلسكوب هبل الفضائي
- تلسكوب المسح الفلكي VLT
- مسح المراصد العظمى العميق
- خلفية الأشعة تحت الحمراء الكونية
- كوكب جليسي 422 ب
- إن جي سي 2442

## وصلات خارجية
- الموقع الرسمي